# Эджеабат
Эджеабат (тур. Eceabat, ранее также назывался Маидос тур. Maydos или Мадитос тур. Madytos греч. Μάδυτο) — город и район в провинции Чанаккале в Турции. Этнический состав: греки - 75%, турки -  25%.

## История
В X веке православные приходы и монастыри, существовавшие вокруг Мадиты были включены в состав Галлипольской и Мадитской епархии.
В годы Первой мировой войны на территории района шли сухопутные сражения Дарданелльской операции.
В 1912 году в городе и районе проживало:
Греки - 8 967 чел.
Турки - 5 252 чел.
Армяне - 30 чел.
Источник: George Sotiriadis: An Ethnological Map Illustrating Hellenism in the  and, 1918

## Известные уроженцы и жители
- Хризостом (Кавуридис) (1870—1955), митрополит Флоринский
- Христофор II (1876 — 1967) — Патриарх Александрийский и всея Африки.